# Imad Khamis
Imad Mohammad Deeb Khamis, in arabo عماد محمد ديب خميس‎? (Saqba, 1º agosto 1961), è un politico siriano, primo ministro della Siria dal 2016 al 2020, precedentemente era stato ministro dell'elettricità dal 2011 al 2016.